# Quartier 206

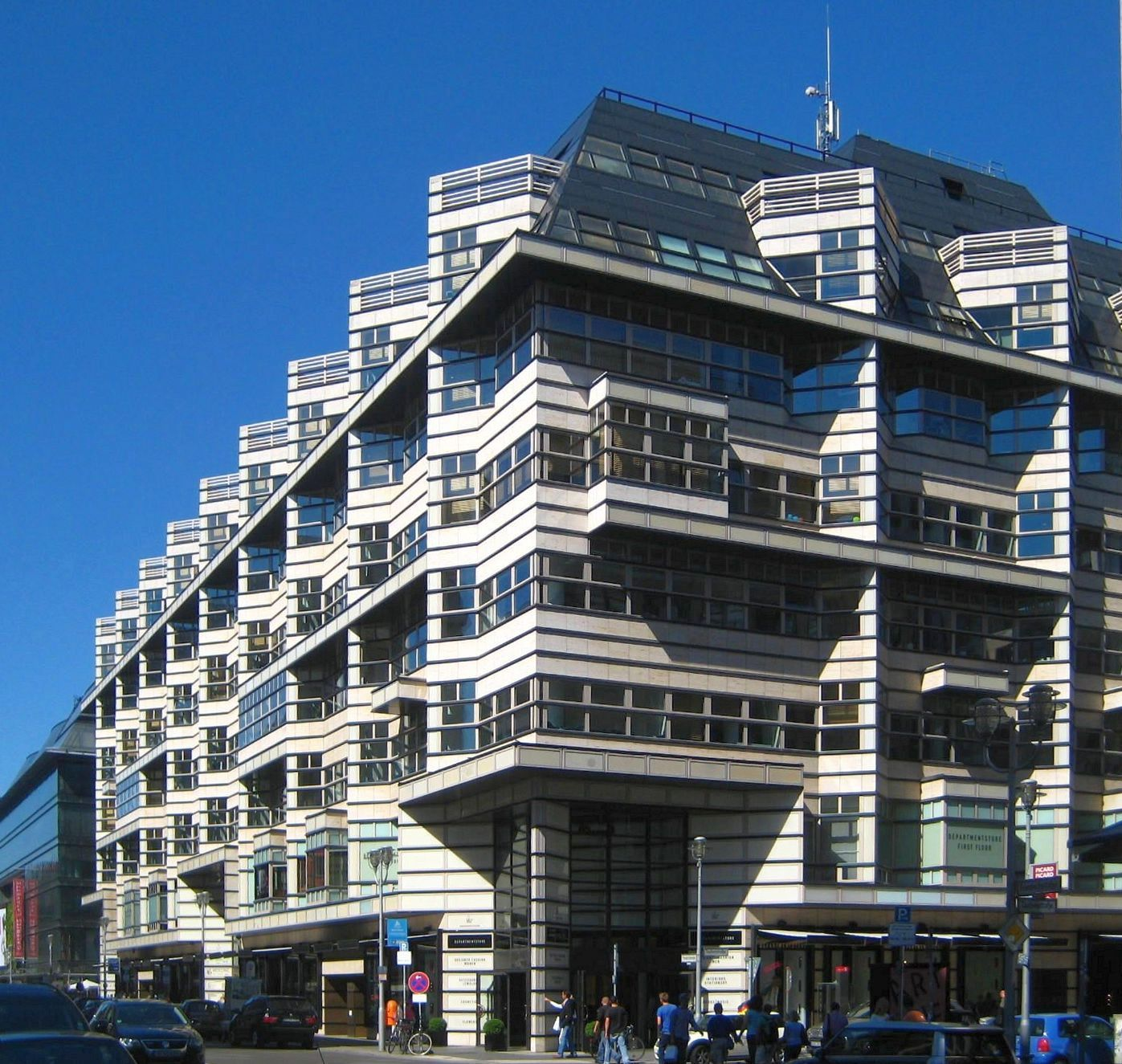
Quartier 206, Friedrichstraße 71–74 in Berlin-Mitte

Das „Art & Fashion House“ Quartier 206 ist eine Gewerbeimmobilie im Berliner Ortsteil Mitte. Es verfügt über rund 8.000 m² Einzelhandelsfläche und 16.000 m² Bürofläche.

## Lage und Geschichte
Das Quartier 206 bildet die Mitte der Friedrichstadt-Passagen an der Friedrichstraße. Durch einen Tunnel ist das Warenhaus verbunden mit den Quartieren 207 im Norden und 205 im Süden. Es wurde 1997 eröffnet. Die Fassade ist in einem, dem Art déco nachempfundenen Stil gestaltet. Der Architekt war Henry N. Cobb vom Büro Pei Cobb Freed & Partners. Auftraggeber war die Familie Jagdfeld.
Nach wenigen Jahren geriet die Gewerbeimmobilie in wirtschaftliche Schwierigkeiten: 2011 ordnete das Amtsgericht Mitte die Zwangsverwaltung an; 2012 und erneut 2018 drohte die Zwangsversteigerung. Mieter wie Gucci, Yves Saint Laurent und Louis Vuitton hatten ihre Pachtverträge nicht verlängert. Die Rechtsanwaltskanzlei Hermann Wienberg Wilhelm übernahm die Zwangsverwaltung.

## Architektur

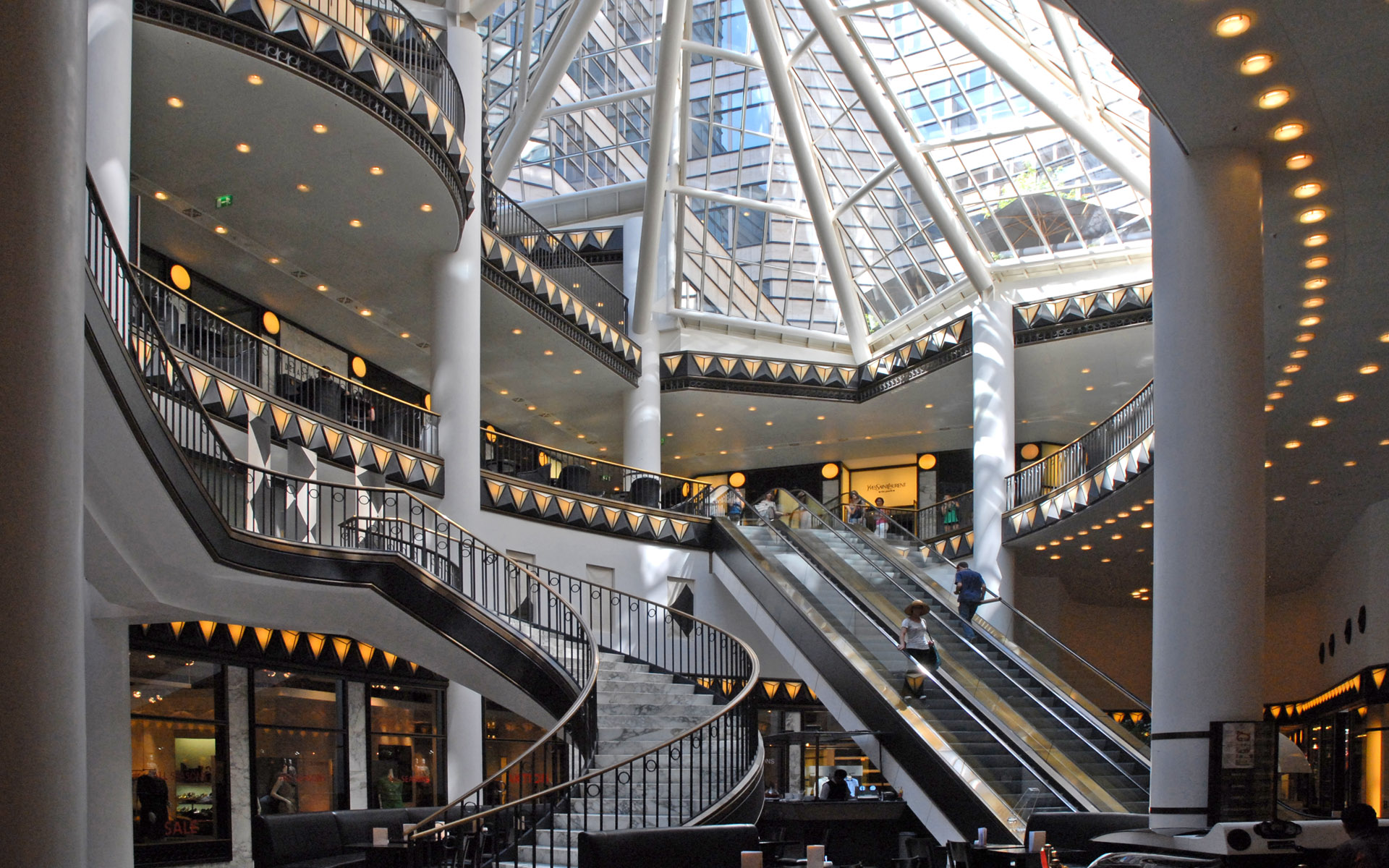
Atrium des Quartier 206

Die New Yorker Architekten von Pei Cobb Freed & Partners nehmen mit der Art-déco-Fassade des Quartier 206 Bezug auf Berlins künstlerische Blütezeit der Goldenen 1920er Jahre. Die Fassadenmodule sind keilförmig angeordnet, sie bestehen aus Glas und gesandstrahltem Jurakalkstein. Im Atrium befindet sich eine freistehende Marmortreppe; es wird von einer – der Louvre-Pyramide nachempfundenen – Glaskonstruktion überdacht.

## Marken und Kunst
Zahlreiche Modemarken sind Mieter im Quartier 206 und bilden den Kern des Konzepts, darüber hinaus gibt es hochwertige Gastronomie. Regelmäßig eröffnen Marken und Jungdesigner ihre temporären Showrooms und Pop-Up-Stores. Moderne Künstler wie Britto oder Fazzino bis hin zu Klassikern wie Picasso, Chagall oder Dalí werden in regelmäßig stattfindenden Ausstellungen und Vernissagen präsentiert.